# Petrus Mosellanus
Œuvres principales
Oratio de variarum linguarum cognitione paranda (1519)
Paedologia (1521)
Petrus Mosellanus (né Peter Schade en 1493 à Bruttig – d'où son surnom Prote- ou Protogensis – sur la Moselle, d'où son surnom Mosellanus; † le 19 avril 1524 à Leipzig) est un humaniste, philologue et théologien catholique favorable aux idées de Martin Luther et des premiers réformateurs.

## Biographie
Mosellanus fit ses études comme boursier du très thomiste collège Montanus de l'Université de Cologne entre 1509 et 1511, obtenant le titre de Baccalaureus philosophiae, à peu près en même temps que Konrad Heresbach, Johannes Bockenrod et Gerhard Westerburg. Il s'inscrivit ensuite à l'été 1515 à l’Université de Leipzig, y étudia les arts libéraux et la théologie et obtint le 28 décembre 1519 le titre de Magister artium, puis le 20 août 1520 celui de cursor (Baccalaureus biblicus) et enfin le 9 novembre 1523 celui de sententiarius. En 1517 il reprit la chaire de grec ancien de cet établissement avec le titre de professeur. Il y poursuivit l'enseignement de Richard Crocus, lequel partait rejoindre l'Université de Cambridge. Au nombre des disciples de Mosellanus, on compte entre autres Julius von Pflug, Georgius Agricola, Joachim Camerarius l'Ancien et Christoph Hegendorf.
Mosellanus  fit connaissance du théologien de Wittenberg Philipp Melanchthon en août 1518, et au fil des années il se noua une intime amitié entre les deux érudits, que leurs divergences théologiques (Melanchthon était luthérien) n'ébranlèrent jamais. Melanchthon assista aux derniers instants de son ami Mosellanus.
En 1519, Mosellanus prononça le discours inaugural en latin de la Disputatio de Leipzig, qu'il avait organisée pour tâcher de rapprocher le théologien catholique Johannes Eck des Réformateurs groupés autour de Martin Luther et Andreas Bodenstein (alias Karlstadt) ; mais ses tentatives pour concilier les deux points de vue échouèrent. Il éprouvait de la sympathie pour les Réformateurs ; lui-même était un « érasmien convaincu » – et était en correspondance suivie avec l'érudit de Bâle.
Mosellanus  était enseignant de la Thomasschule zu Leipzig. Il exerça la fonction de recteur de l’Université de Leipzig lors du semestre d'été de 1520 et du semestre d'été de 1523. De 1520 à sa mort, il fut préfet de collège de l’École princière de Leipzig.
Son tombeau, qui se trouvait dans l’Église Saint-Nicolas de Leipzig, a été recouvert, comme les autres sépultures, lors de l'aménagement de l'église dans le style classique. Une plaque commémorative a été apposée à l'emplacement de sa maison natale à Bruttig-Fankel, dans le quartier de Bruttig, ainsi que sur une fontaine du vieil hôtel de ville.
Une école primaire et une rue de la ville commémorent l'érudit.

## Œuvres
- Préface au Plutus d'Aristophane, Haguenau (1517)
- Préface aux Dialogues des Morts de Lucien de Samosate, Haguenau (1518)
- Préface et trad. latine de l'essai de Lucien : « De ceux qui se mettent aux gages des Grands » (Pro iis qui in aulis principum degunt), Leipzig
- Préface et traduction latine d'un discours d'Isocrate : Oratio de bello fugiendo et pace servanda, Bâle, édition de 1519
- Oratio de variarum linguarum cognitione paranda, Bâle (1519)
- Divi Claudiani Mamerti Vienensis Galliarum Episcopi, De Statu Animæ. Libri Tres / Petro Mosellano Recognitore. - Bâle, impr. Hornken & Hitorpius, févr. 1520. Édition numérique de l'Université et Bibliothèque régionale de Düsseldorf
- Noctes atticae. Accesserunt eruditissimi viri Petri Mosellani in easdem perdoctae adnotationes, Cologne, impr. Martin Gymnich. 1549. Édition critique des  « Nuits Attiques » d'Aulu-Gelle, précédé d'une biographie : Auli Gellii Vita (éd. de 1565).
- Discipulis suis salutem et Paedologia : essais de didactique édités à Strasbourg (1521, 1532) puis Augsbourg (1522 et 1523) et Haguenau (1522)
- Praeceptiuncula de tempore, studiis impertiendo adolescentulis disciplinae suae commissis tradita
- Schemata seu figurae (essai de rhétorique), Nuremberg (1527)
- Tabulae de schematibus et tropis, Cologne (1528)
- Tabulae in Erasmi Roterodami libellum de duplici copia, Cologne (1529)
- Tabulae in rhetorica de Philippi Melanchthonis, Cologne (1529)
- Categoremata ac categorias scholia (commentaires sur l'essai de Giorgio Valla, De expedita ratione argumentandi) , Bâle, édition de 1529
- De Primis Apud Rhetorem exercitationibus praeceptiones, Augsbourg (1549)